# American Sunshine Vol. 1
American Sunshine Vol. 1 is het tweede studioalbum van de Amerikaanse indie rock band Ashtar Command. Het album werd uitgebracht op 4 oktober 2011 onder het label Obey Records. Op 1 oktober 2012 werd het album opnieuw uitgebracht. Er werden aan de originele 13 nummers van het album 4 nieuwe nummers toegevoegd, waaronder een live-uitvoering van het nummer Deadman's Gun.
Het album bevat verschillende samenwerkingen met andere artiesten; Kaylee Defer met Let The Sunshine In, Priscilla Ahn met Breakup Song, Rosa en All the Stars in Heaven samen met Rachel Yamagata die heeft gewerkt aan Blister (Of The Spotlight), Alexander Ebert met Save Me, Joshua Radin met Mark IV, Z Berg met Gravity, en Har Mar Superstar met That's How It Is.

## Tracklist
| Nr.          | Titel                                | Duur  |
| ------------ | ------------------------------------ | ----- |
| 1.           | ''Let The Sunshine In''              | 2:53  |
| 2.           | ''The Breakup Song''                 | 5:59  |
| 3.           | ''Save Me''                          | 3:53  |
| 4.           | ''(Walking On) Landmines''           | 4:32  |
| 5.           | ''China''                            | 4:55  |
| 6.           | ''Mark IV''                          | 5:41  |
| 7.           | ''Rosa''                             | 5:23  |
| 8.           | ''Gravity''                          | 4:34  |
| 9.           | ''Requiem For Love''                 | 5:08  |
| 10.          | ''Hello''                            | 3:58  |
| 11.          | ''Salvation''                        | 4:40  |
| 12.          | ''That's How It Is''                 | 3:36  |
| 13.          | ''Blister (Of The Spotlight)''       | 4:16  |
| 14.          | ''Deadman's Gun''                    | 4:15  |
| 15.          | ''All the Stars in Heaven''          | 3:44  |
| 16.          | ''Don't Destroy Us, We've Got Love'' | 5:11  |
| 17.          | ''Deadman's Gun Live''               | 5:32  |
| Totale duur: | Totale duur:                         | 78:03 |

## Verschijningen
- "(Walking On) Landmines" in Ten Inch Hero (1997)[11]
- "Deadman's Gun" in Rockstar Games' Red Dead Redemption Original Soundtrack (2010)[12]
- ''Mark IV with Joshua Radin" in EA Sports' FIFA 13 Soundtrack (2012)[13]